# Kohlengräberei
Als Kohlengräberei bezeichnet man eine Methode der Kohlengewinnung, bei der die zutage tretenden Steinkohlenflöze mit einfachen Werkzeugen abgebaut wurden. In einigen Regionen wurde die Kohlengräberei auch Kohlengrafften, Kohlpfützen oder Kaulen genannt. Diese Form der Gewinnung von Bodenschätzen ist kein Bergbau im bergmännischen Sinn. Streng genommen lässt sich die Kohlengräberei auch als wilder Bergbau bezeichnen.

## Anfänge

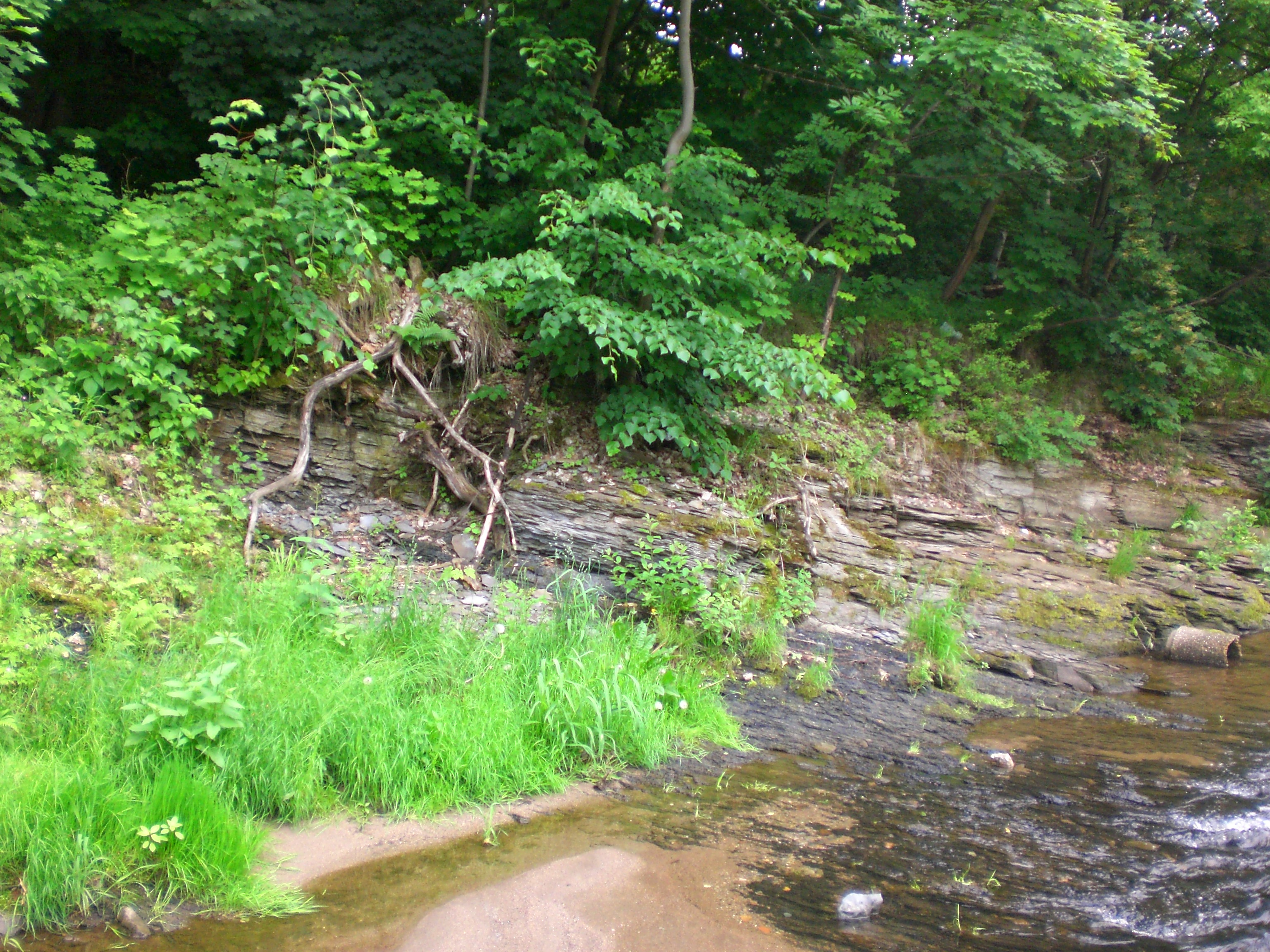
Ausbiss des Rußkohlenflözes am Westufer der Zwickauer Mulde nahe dem Cainsdorfer Bahnhof

Wann genau die ersten Kohlengräbereien stattgefunden haben, ist nicht bekannt. Der Beginn wird jedoch in einer Sage beschrieben. Mit ziemlicher Sicherheit kann man den Zeitraum der Kohlengräberei in einigen deutschen Steinkohlerevieren nennen. Im Bereich des Ruhrgebietes fanden bereits um das Jahr 1000 erste Kohlengräbereien statt. Allerdings wird erst in einem Dokument aus dem Jahr 1129 den Bürgern der Stadt Duisburg von Seiten des Kaisers erlaubt nach Steinkohlen zu graben. Im Aachener Bergrevier wird der Zeitraum von 1113 bis 1125 genannt, in dem mittels sogenannter „Kalkulen“ nach Kohle gegraben wurde. Im 13. Jahrhundert begann die Kohlengräberei im gesamten südlichen Ruhrgebiet von Unna bis Mülheim (Ruhr). Der Grund für die Kohlengräberei war die Preissteigerung des knapper werdenden Brennholzes. Begünstigt wurde diese Art der Kohlengewinnung dadurch, dass die „unedle“ Steinkohle nicht unter das Bergregal fiel. Deshalb waren die Kohlenflöze Eigentum des jeweiligen Grundbesitzers. Viele Bauern oder Kleinbauern, sogenannte Kötter, betrieben diese Kohlengewinnung nur neben ihrer eigentlichen Feldarbeit für den eigenen Bedarf, z. B. für den Hausbrand. Die Gewinnung der Kohlen auf dem eigenen Grundstück unterstand zunächst keinen bergrechtlichen Gesetzen, hier griff vielmehr das Gewohnheitsrecht. Aber auch in anderen Bergbaugebieten gab es die Kohlengräberei. Im Saarland gab es gemäß urkundlicher Erwähnungen in der Stadt Sulzbach im Jahr 1462 erste Kohlengräbereien. Auch hier wurde die Kohlengewinnung unplanmäßig durch Bauern und Handwerker getätigt. Begünstigt wurde die Kohlengräberei dort, wo durch Gebirgsverwerfungen und Aufschiebungen die Kohlenflöze bis an die Tagesoberfläche traten. Der Ausbiss der Flöze war an der Tagesoberfläche häufig als Schweif, dem sogenannten Hakenschlag, ausgebildet, dem man dann einfach folgen konnte.

## Die Methode

Entstehung einer Pinge durch Kohlengräberei

Die Methode der Kohlengewinnung mittels Kohlengräberei lässt sich nicht eindeutig bestimmen. Zunächst sammelte man, falls vorhanden, die direkt auf dem Boden liegenden Kohlenstücke auf, anschließend ging man dazu über, nach der Kohle zu graben. Höchstwahrscheinlich benutzten die Kohlengräber für die Kohlengräberei dann die Werkzeuge, die sie auch für die Feldarbeit brauchten. Mit Hacke und Schaufel wurden Löcher in den Erdboden gegraben, das Kohlenflöz freigelegt und die Kohle losgehackt und eingesammelt. Allerdings wurden nur die Stückkohlen verwendet. Die beim Bearbeiten des Kohlenflözes unweigerlich anfallende Feinkohle wurde, weil sie in den damaligen Feuerstellen nicht gebraucht werden konnte, auf kleine Halden in der Nähe der Grabestelle aufgehäuft. Damit die gewonnenen Kohlen transportiert werden konnten, wurde sie in Weidenkörbe oder ähnliche Gefäße geladen und abtransportiert.
Die Kohlengräberei wurde meist plan- und regellos betrieben, denn die Abbaupunkte wurden mehr oder weniger zufällig gefunden. Vermutlich orientierte man sich zunächst an den Flözausbissen. Dort folgte man, wo möglich, dem Hakenschlag des Flözausbisses. Als man die Kohlengräberei schon länger betrieb, richtete man sich wohl auch an schwarz gefärbten Maulwurfshügeln aus. Diese Schwarzfärbung entstand durch die knapp unter der Bodenschicht liegende Kohle, die durch den Maulwurf hochgeworfen wurde. Die Abbaupunkte wurden dann in Streichrichtung der Flöze bearbeitet. Dadurch entstanden Pingen als Vertiefungen im Boden. Abgebaut wurde an einem Punkt so lange, bis die Grube voll Wasser gelaufen war, danach wurde an einer anderen Stelle ein neuer Arbeitsplatz errichtet. Die zurückgelassenen Wasserpfützen wurden als Kohlenpfützen bezeichnet, aus diesem Begriff entstand dann im Ruhrgebiet der volkstümliche Name Pütt für die Steinkohlenzechen. Auch wenn sich die Gewinnung an einer Stelle als zu schwierig erwies, wurde die Kohlengräberei dort beendet und an einer anderen Stelle neu gegraben. In der Regel wurde dabei dann dasselbe Flöz, nur an einer anderen Stelle, bearbeitet. Belegt wurden die einzelnen Abbaupunkte mit nur wenigen Leuten. Oftmals nahm der Grundeigentümer seine Frau, die Kinder, Knechte und Mägde zu Hilfe. Es wurde nur so viel Steinkohle abgebaut, wie benötigt wurde.
Die Kohlengräberei diente überwiegend der Deckung des Eigenbedarfs. Sie geschah hauptsächlich in der Winterzeit, wenn die Felder nicht bestellt werden mussten. Insbesondere bestand zu dieser Jahreszeit auch ein größerer Bedarf an Brennstoff. Zum Teil wurden die Kohlen auch an örtliche Handwerksbetriebe wie z. B. Schmieden verkauft. Eine andere Methode der Kohlengewinnung neben der Kohlengräberei war das sogenannte Kohlenbrechen. Diese Methode war dem Brechen von Steinen sehr ähnlich. Die beiden Methoden werden in den Urkunden oftmals miteinander gleichgesetzt und nicht eindeutig auseinandergehalten, sodass es heute manchmal problematisch ist, genaue Aussagen über die jeweils verwendete Methode zu treffen.

## Nachteile und Probleme
Die obere, abgebaute Kohlenschicht brannte nur sehr schlecht im Schmiedefeuer und in den Feuerstellen im Wohnbereich. Das lag daran, dass die obere Kohlenschicht, die auch als „Blume des Flözes“ bezeichnet wird, sehr weich ist und nur wenig stückreich gewonnen werden konnte. Außerdem war diese oberflächennahe, oftmals frei liegende Kohle, auch verwittert. Problematisch war, dass bei dieser Methode das Kohlenflöz an immer neuen Stellen abgebaut wurde. Verstärkt wurde dies auch durch den Umstand, dass die Pingen, je nach Tiefe des Grundwasserspiegels, schnell voll Wasser liefen. Hinzu kam, dass je nach Beschaffenheit des Bodens, die nicht gesicherten Gruben bereits nach einigen Metern einstürzen konnten. Dies führte dazu, dass auch aufgrund des steigenden Bedarfs an Brennmaterial immer mehr Pingen entstanden. Im Laufe der Jahre entstanden so in einigen Gegenden ganze Pingenzüge, die aus perlenschnurartig aneinandergereihten Pingen bestanden. Etwa um das Jahr 1285 war das Gelände bei Newcastle in England mit sechs bis fünfzehn Meter tiefen Trichtergruben verwüstet. Aus diesem Grund war es bei Dunkelheit nur unter Lebensgefahr möglich, das Gelände zu betreten. Aber auch im Ruhrgebiet kam es im 16. Jahrhundert immer häufiger zu Flurschäden und Verwüstungen ganzer Landstriche. Aus diesem Grund beschlossen im Jahr 1578 die Herren von Witten und Steinhausen, die Kohlengräberei einzuschränken. Diese ersten Regelungsversuche konnten sich jedoch nicht genügend durchsetzen. Ein weiteres Problem der verstärkten Kohlengräberei ergab sich für den weiteren geordneten Bergbau im Stollenbau. Die Gruben liefen allmählich voll Wasser und gingen zu Bruch. Bedingt durch die aneinandergereihten, mit Wasser gefüllten Pingen, versumpften diese Bereiche im Laufe der Jahre. Dies führte dazu, dass die Bereiche, in denen dieser ungeordnete Abbau stattgefunden hatte, für den weiteren geordneten Bergbau unbrauchbar waren.

## Ende der Kohlengräberei in Europa
Die Kohlengräberei ging im Ruhrgebiet etwa ab der Mitte des 18. Jahrhunderts allmählich zu Ende. Die Gründe hierfür waren vielfältig. Ab Anfang des 17. Jahrhunderts wurde auch die Steinkohle unter das Bergregal gestellt. Durch die Abgaben des Kohlenzehnten wurde die Kohlengräberei unrentabel. Außerdem regelte der Staat von diesem Zeitpunkt an durch Berggesetze den Bergbau – wilde Kohlengräberei und Raubbau wurden so stark eingeschränkt. Zur Überwachung wurden Bergbeamte eingesetzt. In der Grafschaft Mark wurde etwa um das Jahr 1609 der erste Bergmeister ins Amt gesetzt.
Später wurden mit Hilfe des Staates Bergleute aus den alten Erzrevieren im Ruhrgebiet angesiedelt. Diese brachten ihr bergmännisches Fachwissen und ihre Erfahrung über einen zeitgemäßen Bergbau mit in das Ruhrrevier. Außerdem ließ sich der gestiegene Bedarf an Brennmaterial für die Industrie nicht mehr durch die Kohlengräberei decken. Die Verwendung von Holzkohle war „Zum Schutz der Wälder“ per Gesetz durch den preußischen Staat unter Strafandrohung verboten worden.
Auch im Saarland wurde die Kohlengräberei ab der Mitte des 18. Jahrhunderts stark eingeschränkt. Im Jahr 1754 wurde der gesamte Kohlenabbau durch Wilhelm Heinrich von Nassau-Saarbrücken unter landesfürstliche Verwaltung genommen. Die wilde Kohlengräberei wurde unter Strafe gestellt. Letztmals wurde die Kohlengräberei in Deutschland in den ersten zehn Jahren nach dem Zweiten Weltkrieg durchgeführt. In dieser Zeit war die Kohlennot sehr groß und so wurde auch aus Kostengründen die Kohle nach dieser Methode von oberflächennahen Restflözteilen hereingewonnen.